# Laterina Pergine Valdarno
Laterina Pergine Valdarno è un comune italiano di 6 333 abitanti della provincia di Arezzo in Toscana.
Si tratta di un comune sparso, istituito il 1º gennaio 2018 dalla fusione dei comuni di Laterina e di Pergine Valdarno.

## Geografia fisica

### Clima
- Classificazione sismica: zona 3 (sismicità bassa), Ordinanza PCM 3274 del 20/03/2003
- Classificazione climatica: zona D, 2000 GR/G (Laterina), zona E, 2188 GR/G (Pergine Valdarno),
- Diffusività atmosferica: alta, Ibimet CNR 2002

## Storia
Il 29 e 30 ottobre 2017 si tenne un referendum nei comuni di Laterina e Pergine Valdarno che diede esito positivo (1 678 voti favorevoli e 1 445 contrari). Decisivi furono i voti della frazione di Ponticino.
Istituito ufficialmente con Legge Regionale n. 66 del 5 dicembre 2017, pubblicata sul Bollettino Ufficiale della Regione Toscana n. 50, parte prima, del 6 dicembre 2017, il nuovo comune è operativo dal 1º gennaio 2018.

### Simboli
Al neo-costituito comune non è stato ancora concesso ufficialmente lo stemma.
Momentaneamente, il municipio utilizza uno stemma inquartato che riunisce gli emblemi dei vecchi comuni di Laterina (d'azzurro, al leone d'oro, affrontato al tronco di un albero di verde, fustato al naturale e nodrito sulla sommità di un monte di 6 cime, ristretto all'italiana, d'oro) e di Pergine Valdarno (d'argento, alla fascia di rosso, accompagnata da tre anelletti dello stesso, due in capo e uno in punta).

## Monumenti e luoghi d'interesse

### Architetture religiose
- Chiesa di San Pietro a Casanuova
- Chiesa di Santa Maria della Neve a Laterina
- Propositura dei Santi Ippolito e Cassiano a Laterina
- Pieve dei Santi Ippolito e Cassiano a Laterina, in località Le Pievi
- Oratorio di San Biagio a Laterina
- Chiesa dell'Ascensione a Montalto
- Chiesa di San Michele a Pergine Valdarno
- Chiesa di San Pietro a Pieve a Presciano
- Chiesa dei Santi Iacopo e Cristoforo a Ponticino
- Chiesa di San Bartolomeo a Vitereta
- Santuario di Santa Maria della Neve a Migliari
- Santuario di Santa Maria in Valle

### Architetture civili
- Ponte romanico di Ponticino
- Ponte Romito: uno studio portato avanti dall'associazione culturale "La Rocca" ipotizza che lo sfondo del celebre quadro di Leonardo Da Vinci, la Gioconda, si trovi proprio nel comune di Laterina Pergine Valdarno.[4]

### Punti di interesse
- Calendario perpetuo fisico presente nel comune

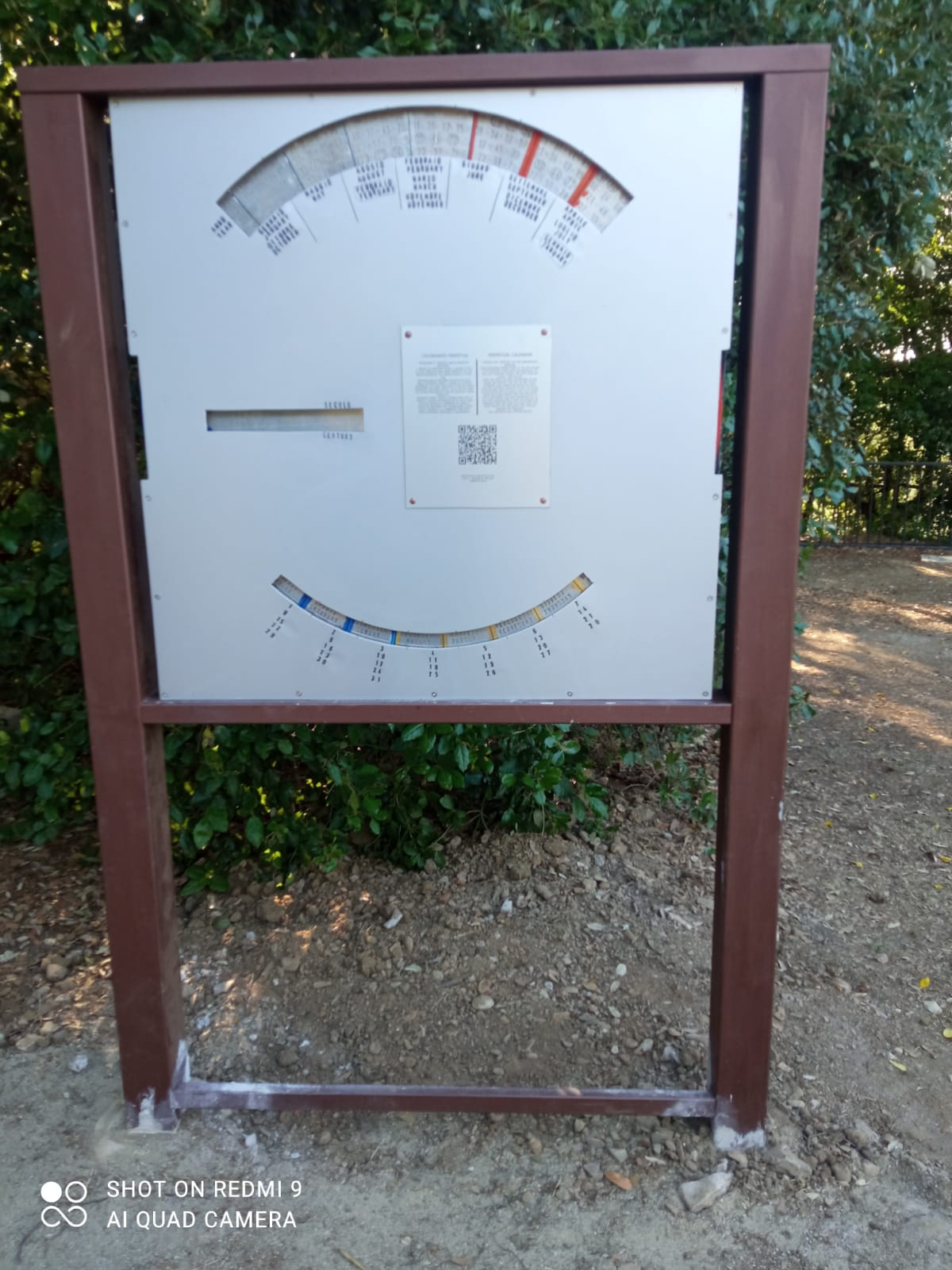
Calendario perpetuo fisico presente nel comune

Il territorio comunale ospita il Calendario perpetuo rotativo Beligni, una particolare installazione meccanica a scopo didattico ed espositivo. Per approfondimenti, si veda la voce Calendario perpetuo.

### Architetture militari
- Castello di Migliari
- Castello di Montozzi
- Castello di Penna

### Siti archeologici
Tra Pieve a Presciano e il santuario di Migliari, sono stati scoperti alcuni tratti lastricati dei vecchi della strada romana che costituiva l'antico asse viario che collegava Arezzo con Siena nel fondovalle del torrente Presciano. Il tracciato, descritto nella Tabula Peutingeriana del IV secolo d.C. e riportato nello statuto del comune di Arezzo del 1327 con espressioni "strata per quas itur Senas e strata de Pescaiola", si dipartiva da Arezzo, in località Pescaiola, saliva verso le colline di Montelucci e attraverso la Valdambra raggiungeva Siena.

## Società

### Evoluzione demografica
Abitanti censiti

## Geografia antropica

### Frazioni
Il comune di Laterina Pergine Valdarno comprende le seguenti località:
- Casanuova (248 m s.l.m., 115 abitanti)
- Laterina (240 m s.l.m., 1 320 abitanti)
- Montalto (251 m s.l.m., 1 057 abitanti)
- Pergine Valdarno (361 m s.l.m., 577 abitanti)
- Pieve a Presciano (323 m s.l.m., 267 abitanti)
- Poggio Bagnoli (304 m s.l.m., 92 abitanti)
- Ponticino (255 m s.l.m., 2 065 abitanti)
- Vitereta (247 m s.l.m., 35 abitanti)

### Altre località del territorio
Altre località situate nel territorio comunale sono quelle di Casal Gori, Cavi-Casalone, Castelvecchio a Migliari, Emmaus, Il Bagno, Il Fatai, Impiano, La Colonna, La Trove, Malafrasca-San Frustino, Montozzi, Latereto, Penna, Piandichena e Rimaggio.

## Infrastrutture e trasporti

### Ferrovie
- Ferrovia Firenze-Roma
  - Stazione di Laterina Nella frazione di Montalto
  - Stazione di Ponticino

## Amministrazione

Gonfalone comunale

| Periodo         | Periodo        | Primo cittadino  | Partito                | Carica      | Note |
| --------------- | -------------- | ---------------- | ---------------------- | ----------- | ---- |
| 1º gennaio 2018 | 30 luglio 2018 | Cristina Favilli | -                      | Comm. pref. |      |
| 30 luglio 2018  | 14 maggio 2023 | Simona Neri      | Centro-sinistra        | Sindaco     |      |
| 15 maggio 2023  | in carica      | Jacopo Tassini   | lista civica Rinascita | Sindaco     |      |